# Liga Europea femenina de voleibol 2022
La Liga Europea de Voleibol Femenino 2022fue la decimotercera edición de la Liga Europea de Voleibol Femenino anual , que contó con equipos nacionales de voleibol femenino de 17 países europeos. La fase final de la Liga de Oro contó con semifinales y finales que se jugaron a partido único. El ganador y el subcampeón se clasificaron para la Copa Challenger de Voleibol Femenino de 2022.
El torneo tiene dos divisiones: la Liga de Oro, que contó con nueve equipos, y la Liga de Plata, que contó con ocho equipos.

## Grupos

### Liga de Oro
| Grupo A                   | Grupo B              | Grupo C         |
| ------------------------- | -------------------- | --------------- |
| Bulgaria (4)              | Croacia (9)          | Azerbaiyán (11) |
| Francia (16)              | Eslovaquia (15)      | Ucrania (13)    |
| España (17)               | Bielorrusia (21)     | Rumanía (22)    |
| Bosnia y Herzegovina (17) | República Checa (21) | Hungría (22)    |

## Procedimiento de desempate
1. Número de partidos ganados
2. Puntos de partido
3. Proporción de puntos
4. Proporción de sets
5. Resultado del último partido entre los equipos empatados

- Partido ganado 3–0 o 3-1: 3 puntos de partido para el ganador, 0 puntos de partido para el perdedor.
- Partido ganado 3–2: 2 puntos de partido para el ganador , 1 puntos de partido para el perdedor.

## Ronda preliminar
- Del 25 de mayo al 11 de junio
- Todos los horarios corresponden a la hora local.

|  | Calificadas para ronda final |

### Grupo A
|     |                      | Partidos | Partidos | Partidos |     | Sets | Sets | Sets  | Puntos | Puntos | Puntos |
| Pos | Equipo               | PJ       | PG       | PP       | Pts | SG   | SP   | Ratio | PG     | PP     | Ratio  |
| --- | -------------------- | -------- | -------- | -------- | --- | ---- | ---- | ----- | ------ | ------ | ------ |
| 1.º | Francia              | 4        | 4        | 0        | 12  | 12   | 2    | 6.000 | 340    | 269    | 1.264  |
| 2.º | Bosnia y Herzegovina | 4        | 1        | 3        | 3   | 6    | 9    | 0.667 | 337    | 345    | 0.977  |
| 3.º | España               | 4        | 1        | 3        | 3   | 3    | 10   | 0.300 | 258    | 321    | 0.804  |

| Fecha       | Hora  | Equipo 1             | Sets  | Equipo 2             | Set 1 | Set 2 | Set 3 | Set 4 | Set 5 | Total |
| ----------- | ----- | -------------------- | ----- | -------------------- | ----- | ----- | ----- | ----- | ----- | ----- |
| 25 de mayo  | 20:00 | Francia              | 3 : 0 | España               | 25-13 | 25-17 | 25-18 |       |       | 75-48 |
| 28 de mayo  | 20:00 | Bosnia y Herzegovina | 1 : 3 | España               | 24-26 | 23-25 | 25-21 | 23-25 |       | 95-97 |
| 1 de junio  | 20:00 | Francia              | 3 : 1 | Bosnia y Herzegovina | 25-17 | 25-20 | 22-25 | 25-19 |       | 97-81 |
| 4 de junio  | 21:00 | Bosnia y Herzegovina | 1 : 3 | Francia              | 25-18 | 18-25 | 19-25 | 23-25 |       | 85-93 |
| 8 de junio  | 20:00 | España               | 0 : 3 | Bosnia y Herzegovina | 16-25 | 18-25 | 24-26 |       |       | 58-76 |
| 11 de junio | 19:30 | España               | 0 : 3 | Francia              | 17-25 | 18-25 | 20-25 |       |       | 55-75 |

### Grupo B
|     |                 | Partidos | Partidos | Partidos |     | Sets | Sets | Sets  | Puntos | Puntos | Puntos |
| Pos | Equipo          | PJ       | PG       | PP       | Pts | SG   | SP   | Ratio | PG     | PP     | Ratio  |
| --- | --------------- | -------- | -------- | -------- | --- | ---- | ---- | ----- | ------ | ------ | ------ |
| 1.º | República Checa | 4        | 3        | 1        | 9   | 10   | 5    | 2.000 | 351    | 315    | 1.114  |
| 2.º | Croacia         | 4        | 3        | 1        | 8   | 9    | 6    | 1.500 | 332    | 325    | 1.022  |
| 3.º | Eslovaquia      | 4        | 0        | 4        | 1   | 4    | 12   | 0.333 | 338    | 381    | 0.887  |

| Fecha       | Hora  | Equipo 1        | Sets  | Equipo 2        | Set 1 | Set 2 | Set 3 | Set 4 | Set 5 | Total   |
| ----------- | ----- | --------------- | ----- | --------------- | ----- | ----- | ----- | ----- | ----- | ------- |
| 25 de mayo  | 17:00 | Croacia         | 0 : 3 | República Checa | 21-25 | 16-25 | 15-25 |       |       | 52-75   |
| 28 de mayo  | 17:00 | Croacia         | 3 : 0 | Eslovaquia      | 25-19 | 25-20 | 29-27 |       |       | 79-66   |
| 1 de junio  | 17:00 | Eslovaquia      | 1 : 3 | República Checa | 20-25 | 21-25 | 25-23 | 22-25 |       | 88–98   |
| 4 de junio  | 19:00 | República Checa | 3 : 1 | Eslovaquia      | 23-25 | 25-23 | 25-15 | 25-17 |       | 98-80   |
| 8 de junio  | 16:30 | Eslovaquia      | 2 : 3 | Croacia         | 25-20 | 25-21 | 23-25 | 18-25 | 13-15 | 104-106 |
| 11 de junio | 19:00 | República Checa | 1 : 3 | Croacia         | 25-20 | 23-25 | 20-25 | 12-25 |       | 80-95   |

### Grupo C
|     |         | Partidos | Partidos | Partidos |     | Sets | Sets | Sets  | Puntos | Puntos | Puntos |
| Pos | Equipo  | PJ       | PG       | PP       | Pts | SG   | SP   | Ratio | PG     | PP     | Ratio  |
| --- | ------- | -------- | -------- | -------- | --- | ---- | ---- | ----- | ------ | ------ | ------ |
| 1.º | Rumanía | 4        | 3        | 1        | 7   | 10   | 7    | 1.429 | 369    | 351    | 1.051  |
| 2.º | Ucrania | 4        | 2        | 2        | 8   | 10   | 8    | 1.250 | 394    | 362    | 1.088  |
| 3.º | Hungría | 4        | 1        | 3        | 3   | 6    | 11   | 0.545 | 337    | 387    | 0.871  |

| Fecha      | Hora  | Equipo 1 | Sets  | Equipo 2 | Set 1 | Set 2 | Set 3 | Set 4 | Set 5 | Total   |
| ---------- | ----- | -------- | ----- | -------- | ----- | ----- | ----- | ----- | ----- | ------- |
| 24 de mayo | 17:00 | Rumania  | 3 : 2 | Ucrania  | 25-15 | 22-25 | 19-25 | 25-21 | 15-12 | 106-98  |
| 25 de mayo | 17:00 | Ucrania  | 3 : 1 | Rumanía  | 25-13 | 20-25 | 25-20 | 25-19 |       | 95-77   |
| 28 de mayo | 18:30 | Hungría  | 2 : 3 | Rumanía  | 25-27 | 25-23 | 25-21 | 18-25 | 11-15 | 104–111 |
| 2 de junio | 18:00 | Ucrania  | 3 : 1 | Hungría  | 25-27 | 25-17 | 25-18 | 25-19 |       | 100 81  |
| 4 de junio | 18:00 | Hungría  | 3 : 2 | Ucrania  | 25-17 | 12-25 | 20-25 | 25-20 | 16-14 | 98-101  |
| 8 de junio | 17:00 | Rumania  | 3 : 0 | Hungría  | 25-20 | 25-21 | 25-13 |       |       | 75–54   |

## Ronda final
- Del 16 al 19 de junio
- Todos los horarios corresponden a la hora local.

|  | Semifinales | Semifinales     | Semifinales     |                 |         | Final   | Final | Final |  |
|  |             |                 |                 |                 |         |         |       |       |  |
|  |             |                 |                 |                 |         |         |       |       |  |
|  | 1           | Francia         | 3               |                 |         |         |       |       |  |
|  | 1           | Francia         | 3               |                 |         |         |       |       |  |
|  | 4           | Croacia         | 0               |                 |         |         |       |       |  |
|  | 4           | Croacia         | 0               |                 | Francia | Francia | 3     |       |  |
|  |             |                 |                 |                 | Francia | Francia | 3     |       |  |
|  |             |                 | República Checa | República Checa | 0       |         |       |       |  |
|  | 3           | Rumanía         | República Checa | República Checa | 0       | 0       |       |       |  |
|  | 3           | Rumanía         |                 |                 |         | 0       |       |       |  |
|  | 2           | República Checa | 3               |                 |         |         |       |       |  |
|  | 2           | República Checa | 3               |                 |         |         |       |       |  |
|  |             |                 |                 |                 |         |         |       |       |  |

### Semifinales
| Fecha       | Hora  | Equipo 1        | Sets  | Equipo 2 | Set 1 | Set 2 | Set 3 | Set 4 | Set 5 | Total   |
| ----------- | ----- | --------------- | ----- | -------- | ----- | ----- | ----- | ----- | ----- | ------- |
| 16 de junio | 18:00 | República Checa | 3 : 2 | Rumanía  | 25-22 | 23-25 | 25-22 | 21-25 | 15-11 | 109-105 |
| 16 de junio | 20:00 | Francia         | 3 : 0 | Croacia  | 25-16 | 25-17 | 25-13 |       |       | 75-46   |

### Final
| Fecha       | Hora  | Equipo 1 | Sets  | Equipo 2        | Set 1 | Set 2 | Set 3 | Set 4 | Set 5 | Total |
| ----------- | ----- | -------- | ----- | --------------- | ----- | ----- | ----- | ----- | ----- | ----- |
| 19 de junio | 18:00 | Francia  | 3 : 0 | República Checa | 25-22 | 27-25 | 25-14 |       |       | 77-61 |

## Posiciones finales
| Pos.              | Equipo               |
| ----------------- | -------------------- |
| Medalla de oro    | Francia VCC          |
| Medalla de plata  | República Checa VCC  |
| Medalla de bronce | Rumanía              |
| Medalla de bronce | Croacia              |
| 5                 | Ucrania              |
| 5                 | Bosnia y Herzegovina |
| 7                 | Hungría              |
| 7                 | España               |
| 7                 | Eslovaquia           |

| \| \| \| \| \| Campeón Francia 1.er título \| Plantel: 1 Héléna Cazaute , 3 Amandine Giardino, 5 Pauline Martin, 8 Manon Bernard, 9 Nina Stojiljkovic, 11 Lucille Gicquel, 12 Isaline Sager Weider, 13 Aurore Mobisa, 15 Amandha Marine Sylves, 21 Eva Brooklyn Elouga, 22 Manon Moreels, 23 Léandra Olinga-Andela, 25 Jade Cholet, 27 Mahe Mauriat, 34 Lisa Arbos, 35 Enora Danard-Selosse, 38 Leïa Ratahiry, 53 Justine Chereau, 57 Chloé Mayer, 63 Emilie Respaut, 75 Guewe Diouf, 88 Amélie Rotar, 91 Halimatou Bah, 92 Naomi Ngolongolo, 94 Hope Rakotozafy, 98 Sabine Haewegene, 99 Juliette Gelin. Entrenador: Emile Rousseaux |
| |
| |
| Campeón Francia 1.er título |

|                             |
|                             |
| Campeón Francia 1.er título |